# WMAP
WMAP (англ. Wilkinson Microwave Anisotropy Probe — Мікрохвильової Анізотропії Зонд імені Вілкінсона) — космічний апарат NASA для вимірювання анізотропії реліктового випромінювання. Зонд працював з 2001 по 2010 рік поблизу точки Лагранжа L-2 і вимірював різницю температур в космічному мікрохвильовому фоні — теплового випромінювання, що залишилося після Великого вибуху. 
Вимірювання WMAP відіграли ключову роль у створенні  сучасної стандартної моделі космології — Лямбда-CDM, в котрій вік всесвіту становить 13.772±0.059 мільярдів років. Місія WMAP визначила вік Всесвіту з точністю до 1%. Також вимірювання WMAP в 2008 році вперше виявили дані, що свідчать на користь існування нейтринного реліктового випромінювання.
Місія, очолювана професором Чарльзом Л. Беннеттом з Університету Джона Гопкінса, була розроблена у спільному партнерстві між Центром космічних польотів NASA ім. Годдарда та Принстонським університетом. Космічний апарат WMAP був запущений 30 червня 2001 року зі штату Флорида. Місія WMAP прийшла на зміну космічній місії COBE. Він став другим космічним апаратом середнього класу (MIDEX) у програмі NASA Explorer. У 2003 році MAP було перейменовано на WMAP на честь космолога Девіда Тодда Вілкінсона (1935–2002), який був членом наукової команди місії. Після дев'яти років роботи WMAP було вимкнено у 2010 році, після запуску Європейським космічним агентством (ESA) у 2009 році більш досконалого космічного телескопу Planck. 
У жовтні 2010 року космічний апарат WMAP був ліквідований на геліоцентричній орбіті захоронення після дев'яти років роботи.

## Цілі та тривалість місії
Метою WMAP було вимірювання температурних відмінностей у космічному мікрохвильовому фоновому випромінюванні (CMB), що потім використовувалось би для вимірювання геометрії, вмісту та еволюції Всесвіту, а також для перевірки моделі Великого вибуху і теорії космічної інфляції. Для цього місія створила карту CMB на все небо з роздільною здатністю 13 кутових мінут  за допомогою багаточастотних спостережень. Карта вимагала найменшої кількості систематичних помилок, відсутності корельованого піксельного шуму і чіткого калібрування, щоб забезпечити кутову точність, вищу за роздільну здатність. Кінцевий результат карти містив 3 145 728 пікселів і використовував схему HEALPix для пікселізації сфери. Телескоп також  мав вимірювати поляризацію реліктового випромінювання Е-типу, і поляризацію переднього плану. 
Спочатку для WMAP було передбачено два роки спостережень. Термін служби телескопа мав становити 27 місяців; 3 місяці для досягнення точки L2, і 2 роки спостережень. Цей період завершився у вересні 2003 року. Розширення терміну місії було зроблено в 2002, 2004, 2006 і 2008 роках, що дало космічному апарату в цілому 9 років спостережень, які закінчилися в серпні 2010 року, а в жовтні 2010 року космічний корабель був переміщений на «кладовище» на геліоцентричній орбіті. Зонд збирав інформацію до 19 серпня 2010 року, а 19 жовтня апарат отримав останній сигнал і продовжив спостереження в режимі тиші до розрядження батареї.

## Розробка
WMAP передували дві місії для спостереження CMB: радянський RELIKT-1, який повідомив про вимірювання верхньої межі анізотропії CMB, і американський супутник COBE, який першим повідомив про великомасштабні флуктуації CMB.  WMAP був у 45 разів чутливішим, з кутовою роздільною здатністю в 33 рази більшою, ніж його супутник-попередник COBE.
Місія була запропонована НАСА в 1995 році, відібрана для дослідження в 1996 році і затверджена для розробки в 1997 році. WMAP було створено та випробувано в Центрі космічних польотів Ґоддарда в Гринбелті, штат Меріленд. 30 червня 2001 року зонд стартував з бази ВПС США на мисі Канаверал на ракеті Delta-2 по траєкторії до точки Лагранжа L-2 системи Земля-Сонце.

## Космічний апарат
| Критерій                | Значення                                                                 |
| ----------------------- | ------------------------------------------------------------------------ |
| Охоплення неба          | все небо                                                                 |
| Оптична система         | двостороннє грегоріанське дзеркало,1.4 м × 1.6 м                         |
| Радіометрична система   | поляризаційно-чутливий псевдокореляційний диференціал                    |
| Виявлення               | підсилювачі HEMT                                                         |
| Радіометрична модуляція | перемикач фаз 2,5 кГц                                                    |
| Модуляція обертання     | обертання космічного корабля 0,464 об/хв ≈ 7,57 мГц                      |
| Модуляція прецесії      | прецесія космічного корабля 1 rev hr-1≈0,3 мГц                           |
| Калібрування            | у польоті: амплітуда від дипольної модуляції, випромінювання від Юпітера |
| Система охолодження     | пасивне охолодження до ~90° К                                            |
| Контроль позиції        | керований 3-осьовий, 3 колеса, гіроскопи, трекери зірок, сонячні датчики |
| Рушій                   | гідразиновий продув із 8 двигунами                                       |
| Радіозв'язок            | траспондери 2 ГГц, 667 кбіт/с низхідна лінія зв'язку до 70 м DSN 419 Вт  |
| Вага                    | 840 кг                                                                   |

Основою WMAP є масив сонячних панелей діаметром 5,0 м, який утримує інструменти в тіні під час спостережень реліктового випромінювання (утримуючи корабель постійно під кутом 22° відносно Сонця). На масиві розташовані нижній відсік (підтримує теплі компоненти) і верхній відсік. Холодні компоненти телескопа: решітка фокальної площини та дзеркала відокремлені від теплих компонентів циліндричною теплоізоляційною оболонкою довжиною 33 см на вершині відсіку.
Пасивні теплові радіатори охолоджують WMAP приблизно до 90° K; їх підключають до малошумних підсилювачів. Телескоп споживає 419 Вт електроенергії. Доступні обігрівачі телескопа є обігрівачами для аварійного виживання, а також є нагрівач передавача, який використовується для підігріву, коли вони вимкнені. Температура космічного корабля WMAP контролюється платиновими термометрами опору.
Калібрування WMAP здійснюється за допомогою диполя CMB і вимірювань Юпітера; діаграми променів вимірюються відносно Юпітера. Дані телескопа щодня передаються через транспондер на частоті 2 ГГц, який забезпечує низхідну лінію зв’язку 667 кбіт/с на станцію Deep Space Network на відстані 70 м. Космічний корабель має два транспондери, один резервний; вони мінімально активні – приблизно 40 хвилин на день – щоб мінімізувати радіочастотні перешкоди. Положення телескопа за трьома осями підтримується трьома реактивними колесами, гіроскопами, двома датчиками відстеження зірок і датчиками Сонця, а також керується вісьмома гідразиновими двигунами.

### Інструменти WMAP

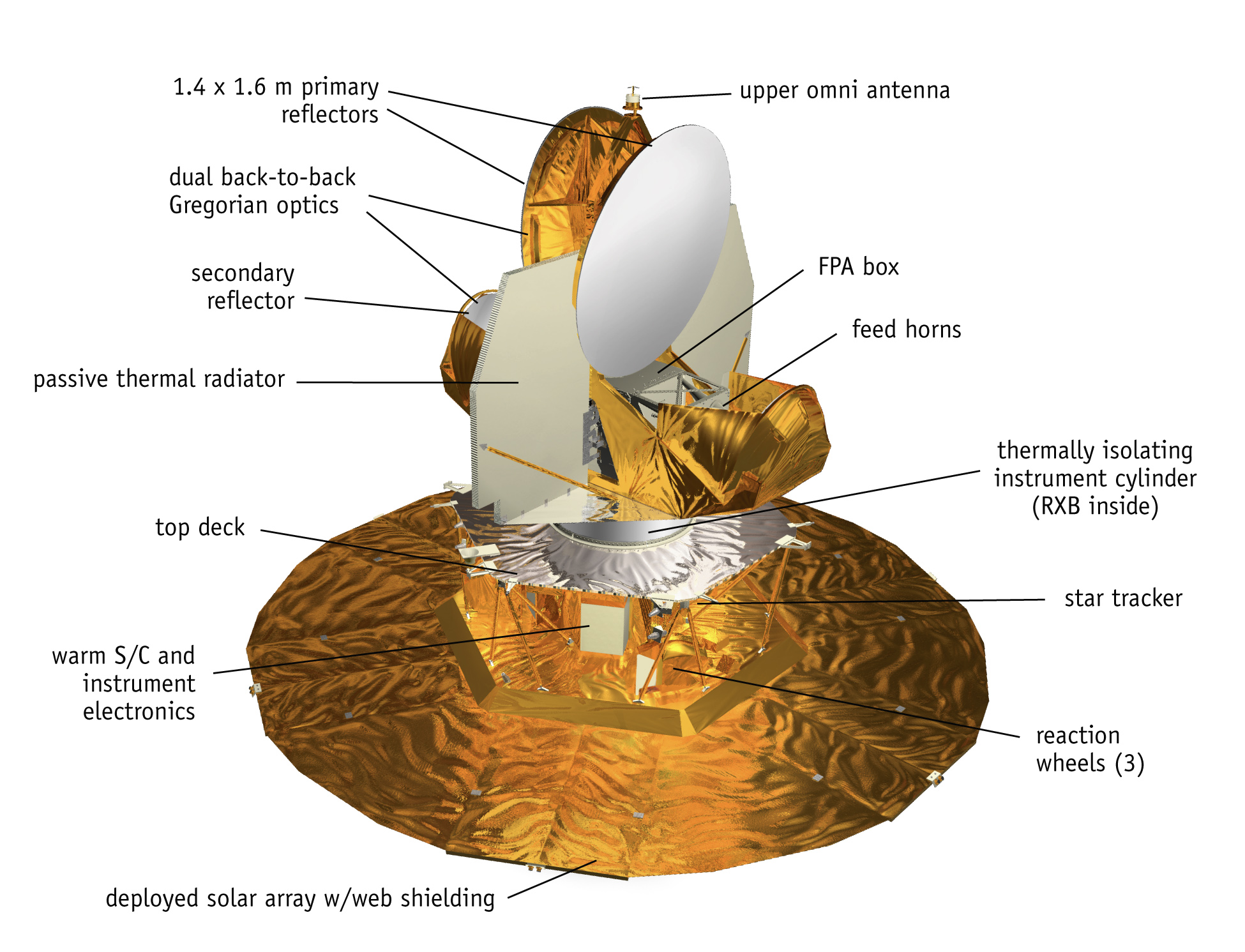
Схема WMAP
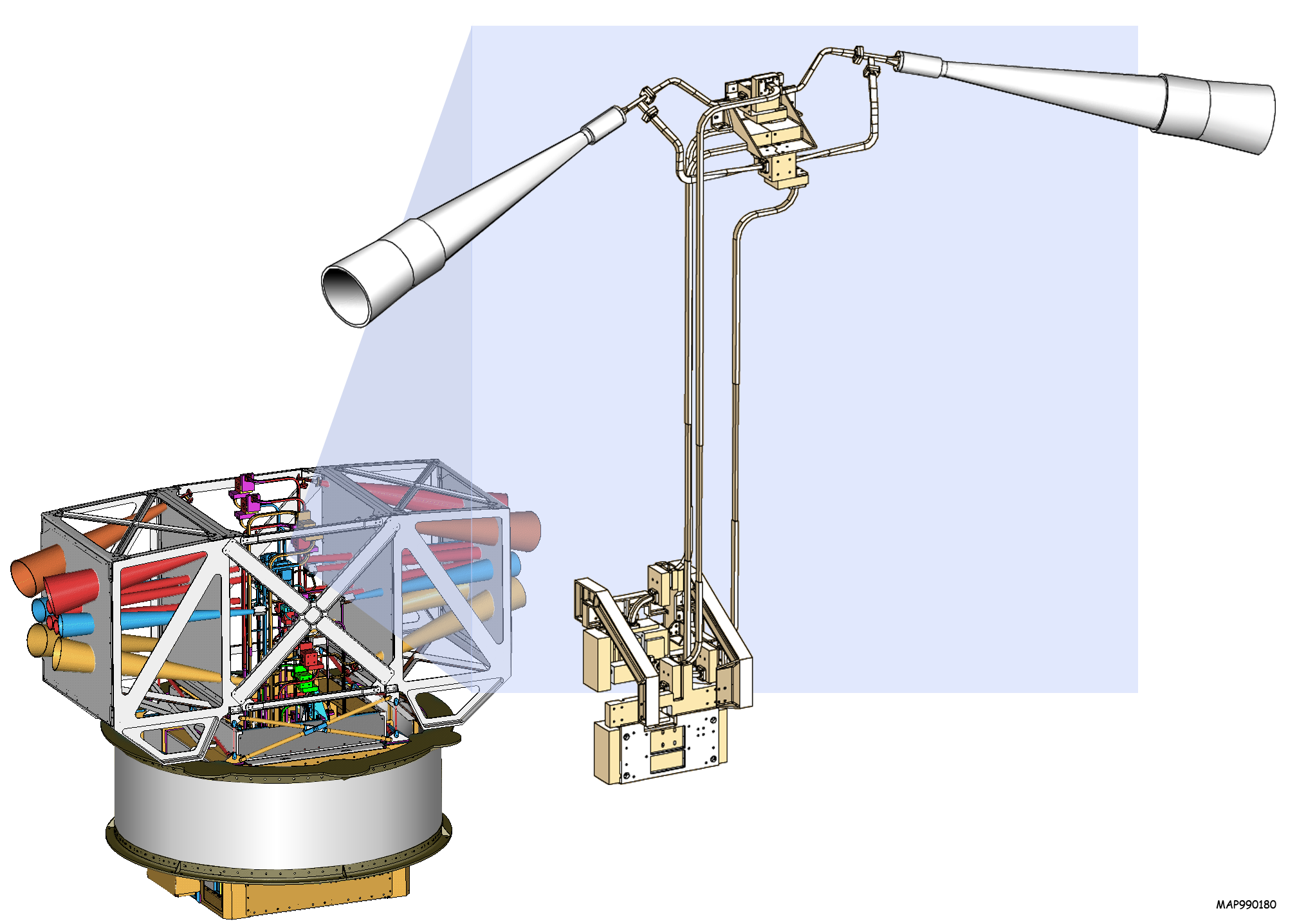
Зображення радіоприймачів WMAP

WMAP складається з набору пасивно охолоджуваних мікрохвильових радіометрів (підключених до радіаторних панелей за допомогою металевих ременів) з основними рефлекторами діаметром 1,4 x 1,6 метра для забезпечення бажаної кутової роздільної здатності.
Основні дзеркала телескопа — це пара Грегоріанських дзеркал розміром 1,4 × 1,6 м, спрямованих у протилежні сторони, які фокусують сигнал на пару вторинних дзеркал розміром 0,9 × 1,0 м. Вони мають оптимальну форму: корпус із вуглецевого волокна на серцевині Korex, тонко вкритій алюмінієм і оксидом кремнію. Вторинні рефлектори передають сигнали на гофровані рупори, розташовані на решітці фокальної площини під основними дзеркалами.
Приймачі є чутливими до поляризації диференціальними радіометрами, що вимірюють різницю між двома променями телескопа. Сигнал підсилюється малошумними підсилювачами на транзисторах з високою мобільністю електронів (HEMT), створеними Національною радіоастрономічною обсерваторією (NRAO). Є 20 каналів, по 10 в кожному напрямку, з яких радіометр збирає сигнали; мірою є різниця в сигналі від неба з протилежних напрямків. Азимут поділу 180°; повний кут 141°. Щоб покращити віднімання сигналів переднього плану від нашої галактики Чумацький Шлях, WMAP використовував п’ять дискретних діапазонів радіочастот, від 23 ГГц до 94 ГГц.
Обсерваторія WMAP має двосторонню оптичну систему, яка забезпечує диференціальне вимірювання неба. Верхня частина апарата, що знаходиться над білим циліндром, охолоджується великими вертикальними пластинами радіатора. Нижня пластина захищає механізм від потужних мікрохвиль Сонця та Землі.
Прилад має п'ять частотних діапазонів від 22 до 90 ГГц для полегшення відділення сигналів галактичного переднього плану від космічного фонового випромінювання.
| Інструмент                       | Опис (поле зору)   |
| -------------------------------- | ------------------ |
| Камера для K-діапазону (23 ГГц)  | 52.8 кутових мінут |
| Камера для Ka-діапазону (33 ГГц) | 39.6 кутових мінут |
| Камера для Q-діапазону (41 ГГц)  | 30.6 кутових мінут |
| Камера для V-діапазону (61 ГГц)  | 21 кутова мінута   |
| Камера для W-діапазону (94 ГГц)  | 13.2 кутових мінут |

| Властивість                             | K-діапазон | Ka-діапазон | Q-діапазон | V-діапазон | W-діапазон |
| --------------------------------------- | ---------- | ----------- | ---------- | ---------- | ---------- |
| Центральна довжина хвилі (мм)           | 13         | 9.1         | 7.3        | 4.9        | 3.2        |
| Центральна частота (ГГц)                | 23         | 33          | 41         | 61         | 94         |
| Пропускна здатність (ГГц)               | 5.5        | 7.0         | 8.3        | 14.0       | 20.5       |
| Розмір променя (Кутова мінута)          | 52.8       | 39.6        | 30.6       | 21         | 13.2       |
| Кількість радіометрів                   | 2          | 2           | 4          | 4          | 8          |
| Температура системи (K)                 | 29         | 39          | 59         | 92         | 145        |
| Чутливість (mK s{\displaystyle ^{1/2}}) | 0.8        | 0.8         | 1.0        | 1.2        | 1.6        |

## Запуск, траєкторія та орбіта

Анімація траєкторії руху WMAP

Космічний апарат WMAP прибув до Космічного центру Кеннеді 20 квітня 2001 року. Після двомісячних випробувань він був запущений ракетою-носієм Delta II 7425 30 червня 2001 р. До запуску апарат працював на внутрішніх джерелах енергії аж до розгортання масиву сонячних панелей. 2 липня 2001 року він розпочав роботу, спочатку з тестування в польоті (з моменту запуску до 17 серпня 2001 року), а потім почав постійну роботу. Після цього він здійснив три фазові діаграми Земля-Місяць, вимірюючи бічні сторони Місяця, а 30 липня 2001 року пролетів повз Місяць, прямуючи до точки Сонце-Земля L2 Лагранжа, і прибув туди 1 жовтня 2001 року, ставши першою місією спостережень за реліктовим космічним випромінюванням, розміщеною в цій точці .

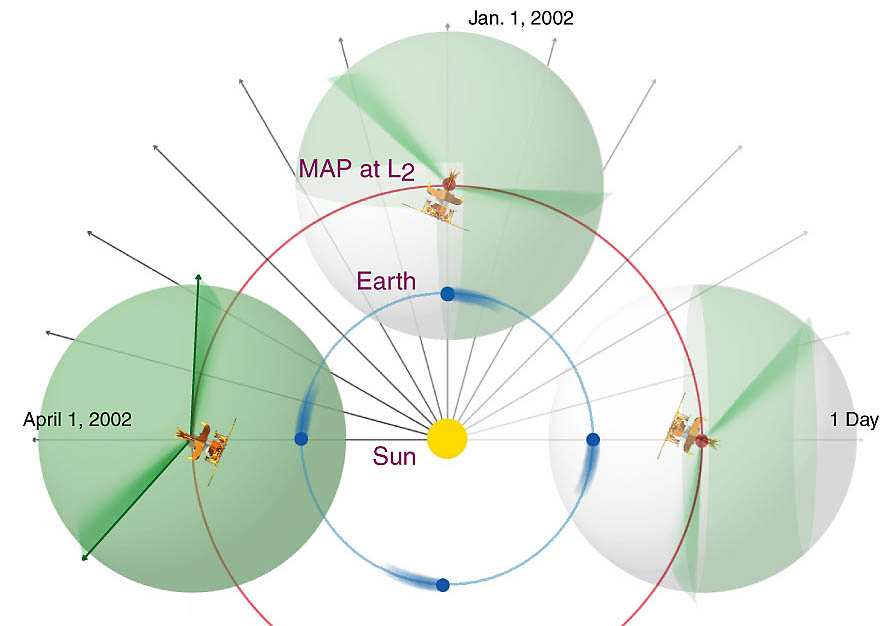
Спосіб WMAP сканування орбіти та неба

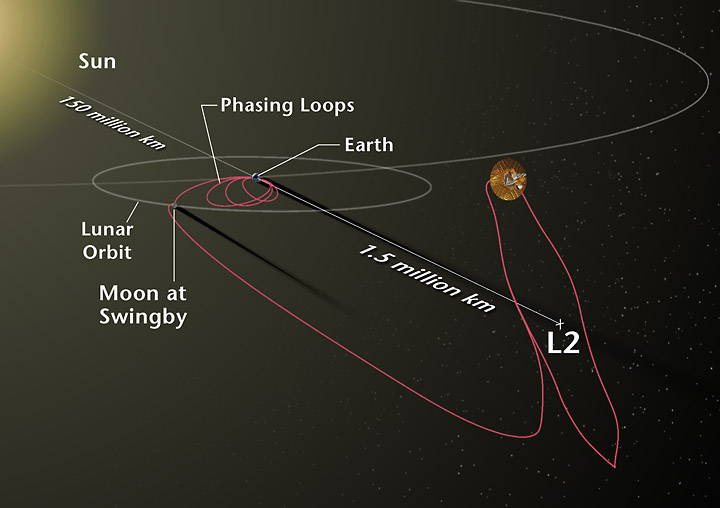
Траєкторія та орбіта WMAP

Розташування космічного апарата на орбіті  точки Лагранжа 2 (1 500 000 км (930 000 миль) від Землі) мінімізує шкідливі сонячні спалахи. Щоб побачити все небо, не спостерігаючи Сонце, WMAP простежує шлях навколо L2 на орбіті Ліссажу приблизно від 1° до 10°, з періодом 6 місяців. Телескоп обертається кожні 2 хвилини 9 секунд (0,464 об/хв) і прецесує зі швидкістю 1 оберт на годину. WMAP вимірює все небо кожні півроку і завершив своє перше спостереження повного неба у квітні 2002 року.

## Експеримент

### Псевдокореляційний радіометр
Прилад WMAP складається з псевдокореляційних диференціальних радіометрів, що живляться від двох розташованих один за одним 1,5 м (4 фути 11 дюймів) грегоріанських рефлекторів. Цей інструмент використовує п'ять частотних діапазонів від 22 ГГц до 90 ГГц, щоб полегшити відсіювання сигналів переднього плану від нашої власної Галактики. Інструмент WMAP має поле зору (FoV) 3,5° x 3,5°.

## Вилучення випромінювання першого плану
WMAP спостерігає на п'яти частотах, що дозволяє вимірювати і вилучати реліктове випромінювання першого плану (від Чумацького Шляху і позагалактичних джерел). Основними механізмами випромінювання є синхротронне випромінювання і гальмівне випромінювання (домінують на нижчих частотах), а також астрофізичне пилове випромінювання (домінує на вищих частотах). Спектральні властивості цих випромінювань вносять різний внесок у п'ять частот, що дозволяє їх ідентифікувати і вилучати з аналізу.
Забруднення переднього плану видаляють кількома способами. По-перше, віднімають збережені карти випромінювання з вимірювань WMAP; по-друге, використовують відомі спектральні значення компонентів для їх ідентифікації; по-третє, одночасно підганяють дані про положення і спектри випромінювання на передньому плані, використовуючи додаткові набори даних. Випромінювання першого плану було зменшено завдяки використанню лише частин карти повного неба з найменшим забрудненням першого плану, а решту частину карти було замасковано.
| 23-GHz | 33-GHz | 41-GHz | 61-GHz | 94-GHz |
| 23 ГГц | 33 ГГЦ | 41 ГГц | 61 ГГЦ | 94 ГГЦ |

## Вимірювання та відкриття
Група науковців, що працювала з даними WMAP отримала багато важливих результатів та значно збільшила точність значень космологічних параметрів. Зокрема було уточнено інформацію щодо віку Всесвіту, щільності атомів та усієї іншої матерії, епохи, коли засяяли перші зірки і т.п.

### Результати першого року досліджень

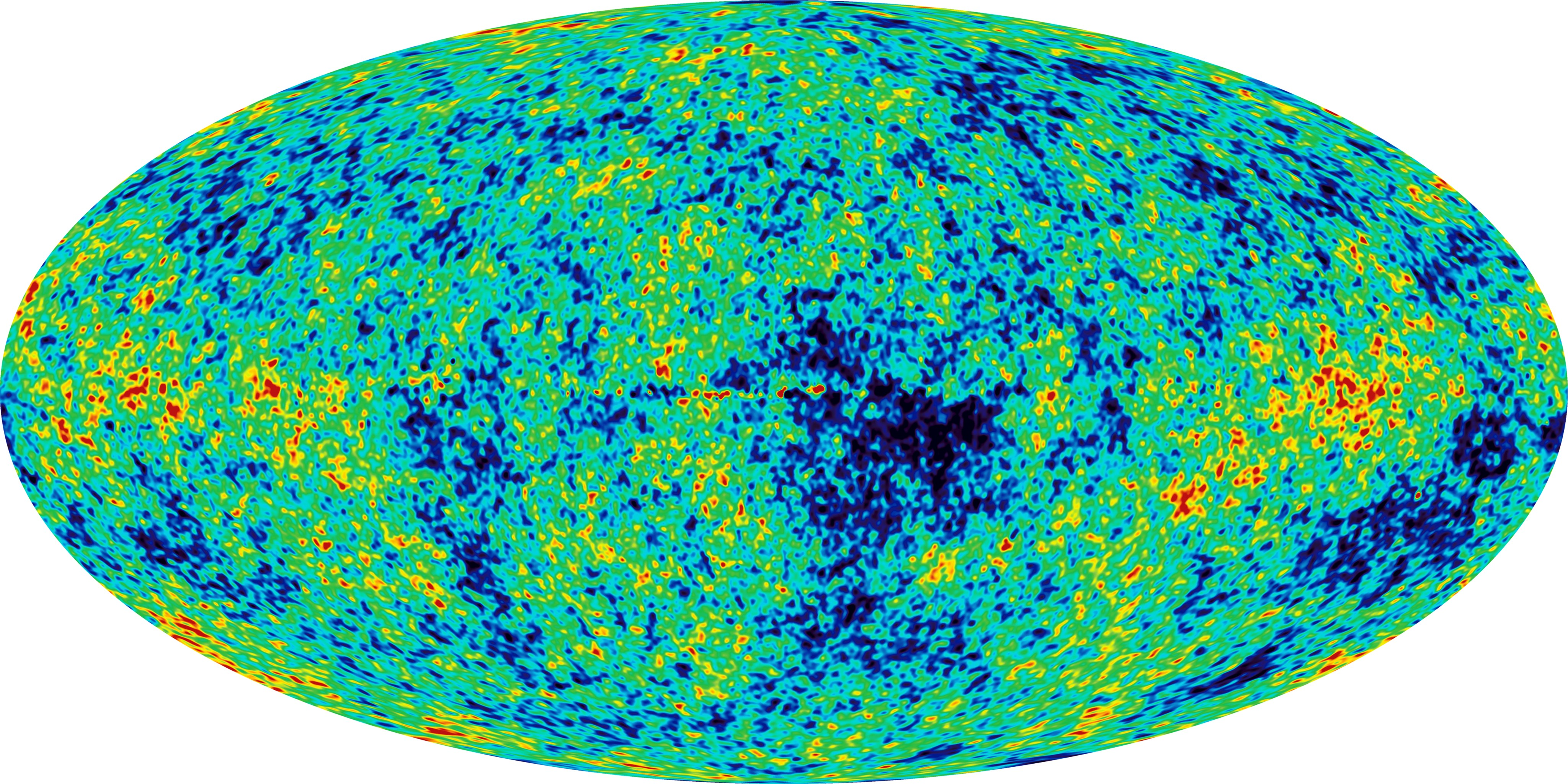
Зображення космічного випромінювання з WMAP після першого року досліджень (2003)

11 лютого 2003 року NASA опублікувало дані WMAP за перший рік роботи. Було представлено останні розрахунки віку та складу раннього Всесвіту. Крім того, було представлено зображення раннього Всесвіту, яке «містить такі приголомшливі деталі, що це може бути одним з найважливіших наукових результатів останніх років». Нові дані перевершують попередні вимірювання реліктового випромінювання.
На основі моделі Lambda-CDM команда WMAP створила космологічні параметри за результатами першого року роботи WMAP. Нижче наведено три набори; перший і другий набори - це дані WMAP; різниця полягає в додаванні спектральних індексів, прогнозів деяких інфляційних моделей. Третій набір даних поєднує обмеження WMAP з обмеженнями інших експериментів щодо реліктового випромінювання (ACBAR і CBI), а також з обмеженнями 2dF Galaxy Redshift Survey і вимірюваннями альфа-лісу Лаймана. Існують виродження між параметрами, найсуттєвіше - між {\displaystyle n_{s}} та {\displaystyle \tau }; наведені похибки мають довірчу ймовірність 68%.
| Параметр                               | Символ                           | Найкраще значення (WMAP) | Найкраще значення (WMAP, додатковий параметр) | Найкраще значення (всі дані) |
| -------------------------------------- | -------------------------------- | ------------------------ | --------------------------------------------- | ---------------------------- |
| Вік Всесвіту (млрд. років)             | {\displaystyle t_{0}}            | 13.4±0.3                 | –                                             | 13.7±0.2                     |
| Стала Габбла ((км/с)/Мпк.)             | {\displaystyle H_{0}}            | 72±5                     | 70±5                                          | 71+4 −3                      |
| Вміст баріонів                         | {\displaystyle \Omega _{b}h^{2}} | 0.024±0.001              | 0.023±0.002                                   | 0.0224±0.0009                |
| Вміст матерії                          | {\displaystyle \Omega _{m}h^{2}} | 0.14±0.02                | 0.14±0.02                                     | 0.135+0.008 −0.009           |
| Оптична глибина реіонізації            | {\displaystyle \tau }            | 0.166+0.076 −0.071       | 0.20±0.07                                     | 0.17±0.06                    |
| Амплітуда                              | A                                | 0.9±0.1                  | 0.92±0.12                                     | 0.83+0.09 −0.08              |
| Скалярний спектральний індекс          | {\displaystyle n_{s}}            | 0.99±0.04                | 0.93±0.07                                     | 0.93±0.03                    |
| Похідна спектрального індексу          | {\displaystyle dn_{s}/dk}        | —                        | −0.047±0.04                                   | −0.031+0.016 −0.017          |
| Амплітуда коливань на масштабі 8/h Мпк | {\displaystyle \sigma _{8}}      | 0.9±0.1                  | —                                             | 0.84±0.04                    |
| Загальна густина Всесвіту              | {\displaystyle \Omega _{tot}}    | –                        | –                                             | 1.02±0.02                    |

Використовуючи найкраще узгоджені дані та теоретичні моделі, команда WMAP визначила час важливих вселенських подій, включаючи червоне зміщення реіонізації 17±4; червоне зміщення роз'єднання, 1089±1 (і вік Всесвіту в момент роз'єднання, 379+8
−7 kyr); і червоне зміщення рівності матерія/випромінювання, 3233+194
−210. Вони визначили, що товщина поверхні останнього розсіювання становить 195±2 у червоному зміщенні, або 118+3
−2 kyr. Визначено густину струму баріонів, (2.5±0.1)×10−7 см−1, і відношення баріонів до фотонів, 6.1+0.3
−0.2×10−10. Виявлення WMAP ранньої реіонізації виключило можливість існування теплої темної матерії.
Команда також дослідила випромінювання Чумацького Шляху на частотах WMAP, створивши каталог з 208 точкових джерел. 

### Результати третього року досліджень

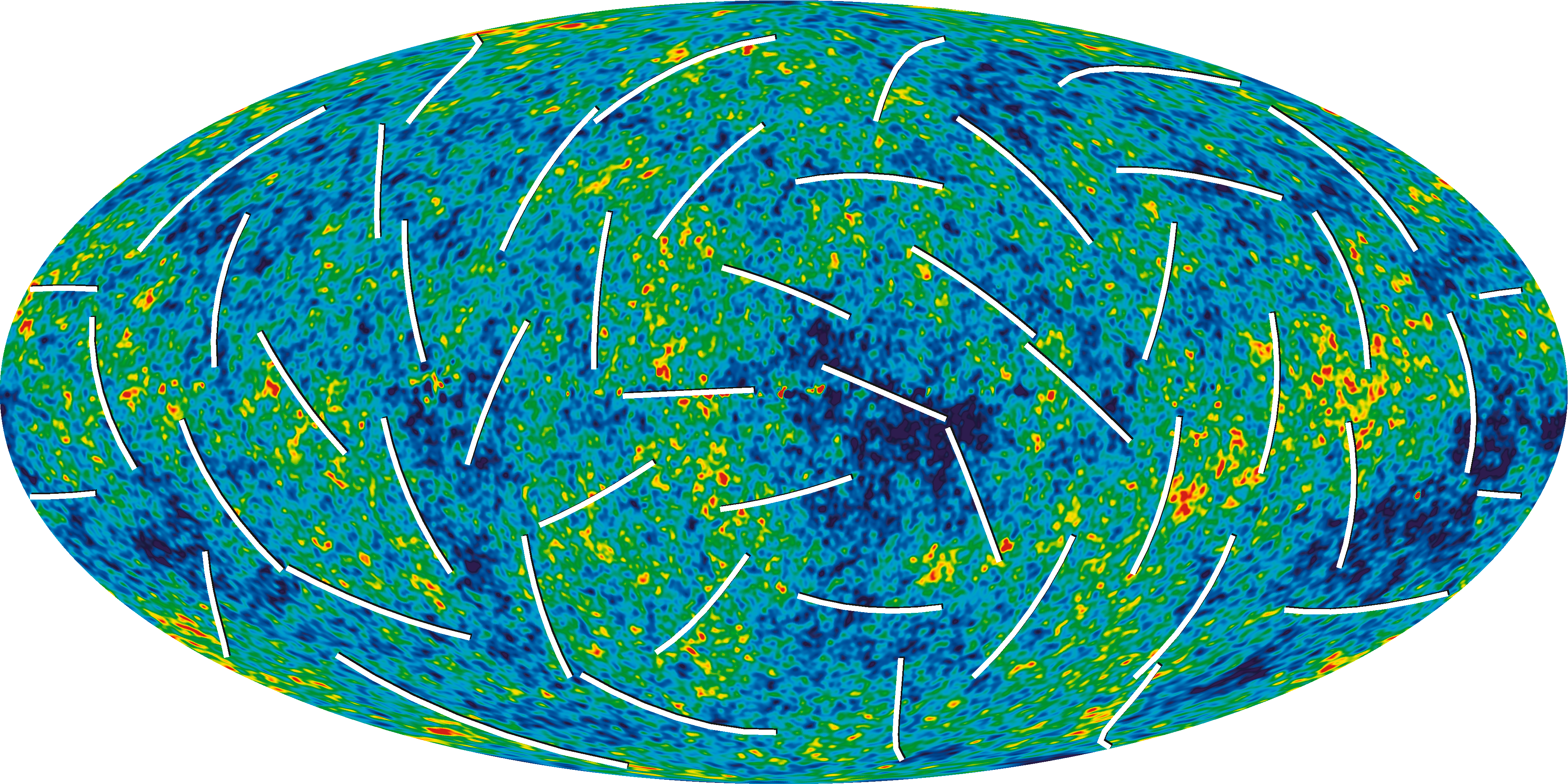
Зображення космічного випромінювання з WMAP після третього року досліджень (2006)

Результати третього року досліджень WMAP були опубліковані 17 березня 2006 року. Ці дані включають вимірювання температури і поляризації реліктового випромінювання, які надали подальше підтвердження стандартної пласкої моделі Lambda-CDM і нові докази на підтримку інфляції.
Тільки 3-річні дані WMAP показують, що у Всесвіті повинна існувати темна матерія. Результати були обчислені як тільки за даними WMAP, так і з використанням комбінації обмежень на параметри з інших інструментів, включно з іншими експериментами з реліктового випромінювання (Arcminute Cosmology Bolometer Array Receiver (ACBAR), Cosmic Background Imager (CBI) і BOOMERanG), Слоанівський цифровий огляд неба (SDSS), 2dF Galaxy Redshift Survey, Supernova Legacy Survey і обмеженнями на сталу Габбла з космічного телескопа Габбл.
| Параметр                         | Символ                           | Найкращі значення (WMAP) |
| -------------------------------- | -------------------------------- | ------------------------ |
| Вік Всесвіту (млрд. років)       | {\displaystyle t_{0}}            | 13.73+0.16 −0.15         |
| Стала Габбла ((км/с)/Мпк.)       | {\displaystyle H_{0}}            | 73.2+3.1 −3.2            |
| Вміст баріонів                   | {\displaystyle \Omega _{b}h^{2}} | 0.0229±0.00073           |
| Вміст матерії                    | {\displaystyle \Omega _{m}h^{2}} | 0.1277+0.0080 −0.0079    |
| Оптична глибина реіонізації [a]  | {\displaystyle \tau }            | 0.089±0.030              |
| Скалярний спектральний індекс    | {\displaystyle n_{s}}            | 0.958±0.016              |
| Амплітуда коливань на 8/h Мпк    | {\displaystyle \sigma _{8}}      | 0.761+0.049 −0.048       |
| Тензорно-скалярне відношення [b] | r                                | <0.65                    |

[a] ↑  Оптичну глибину реіонізації покращено завдяки поляризаційним вимірюванням.
[b] ↑  <0,30 у поєднанні з даними SDSS. Немає ознак негауссовості.

### Результати п'ятого року досліджень

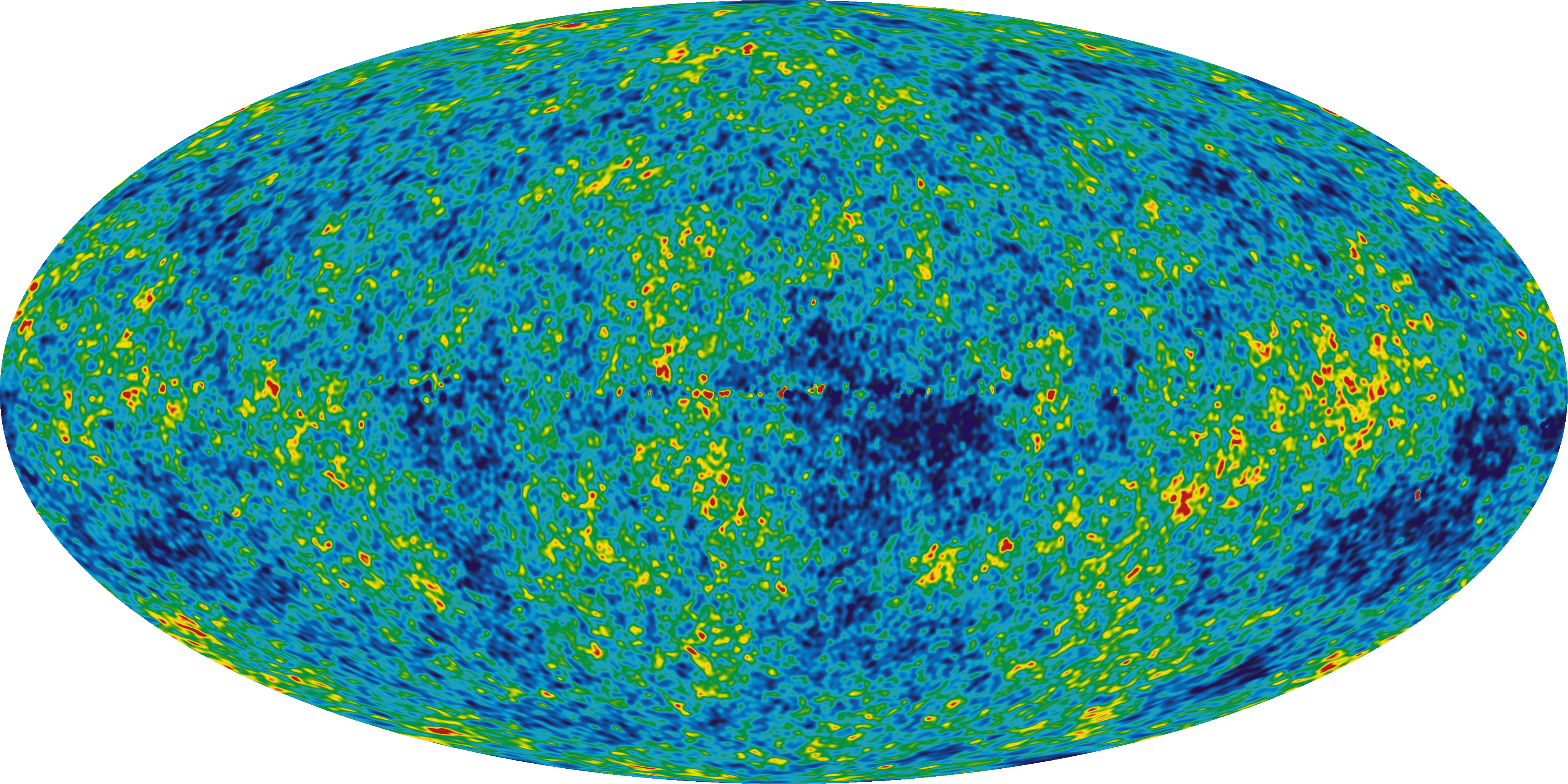
Зображення космічного випромінювання з WMAP після п'ятого року досліджень (2008)

Результати п'ятого року досліджень WMAP були опубліковані 28 лютого 2008 року. Ці дані включали нові дані про космічний нейтринний фон, докази того, що першим зіркам знадобилося понад півмільярда років для реіонізації Всесвіту, а також нові обмеження на космічну інфляцію.
Покращення результатів стало можливим завдяки додатковим двом рокам вимірювань (набір даних охоплює період з опівночі 10 серпня 2001 року до опівночі 9 серпня 2006 року), а також завдяки використанню вдосконалених методів обробки даних і кращій характеристиці інструменту, зокрема, форми променів. Вони також використовують спостереження в діапазоні 33 ГГц для оцінки космологічних параметрів; раніше використовувалися лише канали 41 ГГц і 61 ГГц.
Для видалення переднього плану було використано вдосконалені маски. Покращення спектрів стосувалися 3-го акустичного піку та поляризаційних спектрів. 
Вимірювання накладають обмеження на вміст Всесвіту у момент оцінки реліктового випромінювання: на той час 10% Всесвіту складалося з нейтрино, 12% - з атомів, 15% - з фотонів і 63% - з темної матерії. Внесок темної енергії в той час був незначним. Він також обмежував вміст сучасного Всесвіту: 4,6% атомів, 23% темної матерії та 72% темної енергії.
П'ятирічні дані WMAP були об'єднані з вимірами від наднових типу Ia (SNe) і баріонних акустичних коливань (BAO).
Еліптична форма карти неба WMAP є результатом проекції Мольвейда.
| Параметр                                            | Символ                             | Найкращі значення (WMAP) | Найкращі значення (WMAP + SNe + BAO) |
| --------------------------------------------------- | ---------------------------------- | ------------------------ | ------------------------------------ |
| Вік Всесвіту (млрд. років)                          | {\displaystyle t_{0}}              | 13.69±0.13               | 13.72±0.12                           |
| Стала Габбла ((км/с)/Мпк.) \| {\displaystyle H_{0}} | 71.9+2.6 −2.7                      | 70.5±1.3                 |                                      |
| Вміст баріонів                                      | {\displaystyle \Omega _{b}h^{2}}   | 0.02273±0.00062          | 0.02267+0.00058 −0.00059             |
| Вміст холодної темної матерії                       | {\displaystyle \Omega _{c}h^{2}}   | 0.1099±0.0062            | 0.1131±0.0034                        |
| Вміст темної енергії                                | {\displaystyle \Omega _{\Lambda }} | 0.742±0.030              | 0.726±0.015                          |
| Оптична глибина реіонізації [a]                     | {\displaystyle \tau }              | 0.087±0.017              | 0.084±0.016                          |
| Скалярний спектральний індекс                       | {\displaystyle n_{s}}              | 0.963+0.014 −0.015       | 0.960±0.013                          |
| Розрахунок спектрального індексу                    | {\displaystyle dn_{s}/dlnk}        | −0.037±0.028             | −0.028±0.020                         |
| Амплітуда коливань на 8/h Мпк                       | {\displaystyle \sigma _{8}}        | 0.796±0.036              | 0.812±0.026                          |
| Загальна густина Всесвіту                           | {\displaystyle \Omega _{tot}}      | 1.099+0.100 −0.085       | 1.0050+0.0060 −0.0061                |
| Тензорно-скалярне відношення                        | r                                  | <0.43                    | <0.22                                |

Отримані дані накладають обмеження на величину тензорно-скалярного відношення, r <0.22 (95% впевненість), яке визначає рівень, на якому гравітаційні хвилі впливають на поляризацію реліктового випромінювання, а також накладають обмеження на величину первісної негауссовості. Покращені обмеження були накладені на червоне зміщення реіонізації, яке становить 10.9±1.4, червоне зміщення роз'єднання, 1090.88±0.72 (а також на вік Всесвіту при роз'єднанні,, 376.971+3.162
−3.167 kyr) і червоне зміщення рівності речовина/випромінювання, 3253+89
−87.
Каталог позагалактичних джерел розширено до 390 джерел, виявлено змінність у випромінюванні Марса та Сатурна. 
| 23-GHz | 33-GHz | 41-GHz | 61-GHz | 94-GHz |
| 23 ГГц | 33 ГГц | 41 ГГц | 61 ГГц | 94 ГГц |

### Результати 7 років досліджень

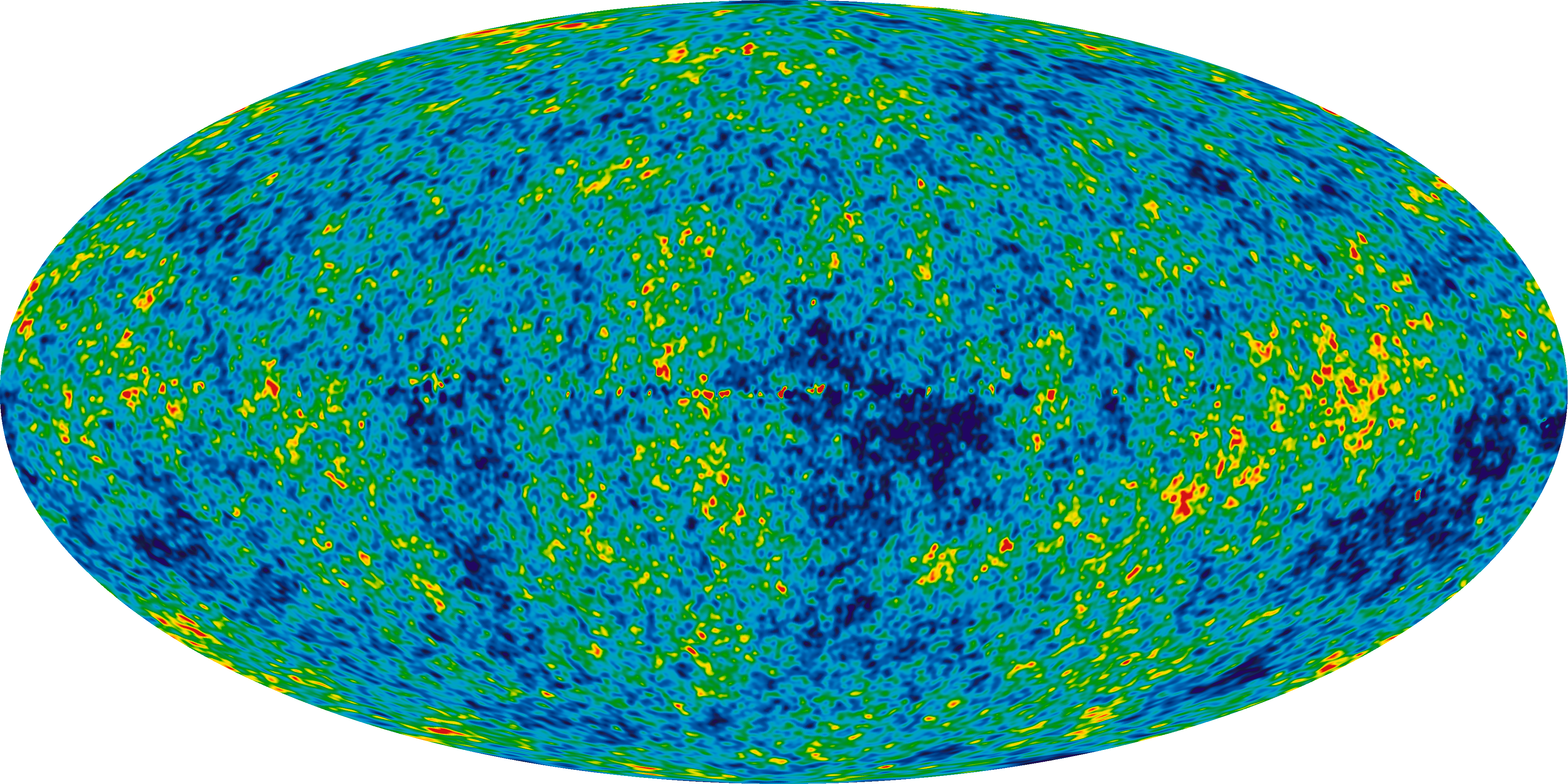
Карта температур реліктового випромінювання отримана впродовж семи років роботи.

Дані зібрані завдяки WMAP за сім років були опубліковані 26 січня 2010 року. У рамках цього релізу було досліджено твердження щодо невідповідності стандартній моделі. Більшість з яких виявилися статистично незначними, і, ймовірно, сталися через апостеріорний вибір. Для відхилень, які залишаються, немає альтернативних космологічних ідей (наприклад, здається, що існують кореляції з екліптичним полюсом). Найімовірніше, це пов’язано з іншими причинами. У звіті згадується нездатність визначити точну форму променя та інші можливі дрібні проблеми з інструментами та аналізом.
Також серед важливих досліджених значень є загальна кількість матерії/енергії у Всесвіті у формі темної енергії – 72,8% (у межах 1,6%) як фону, відмінного від частинок, і темної матерії – 22,7% (у межах 1,4%), енергії небаріонних (субатомних) «частинок». Це залишає матерію, або баріонні частинки (атоми) лише на 4,56% (у межах 0,16%).
| 23-GHz | 33-GHz | 41-GHz | 61-GHz | 94-GHz |
| 23 ГГц | 33 ГГц | 41 ГГц | 61 ГГц | 94 ГГц |

| Параметр                                       | Символ                             | Найкращий показник (лише WMAP) | Найкращий показник (WMAP + BAO + H0) |
| ---------------------------------------------- | ---------------------------------- | ------------------------------ | ------------------------------------ |
| Вік Всесвіту (Ga)                              | {\displaystyle t_{0}}              | 13.75±0.13                     | 13.75±0.11                           |
| Стала Габбла ( km⁄Mpc·s )                      | {\displaystyle H_{0}}              | 71.0±2.5                       | 70.4+1.3 −1.4                        |
| Щільність баріонів                             | {\displaystyle \Omega _{b}}        | 0.0449±0.0028                  | 0.0456±0.0016                        |
| Фізична щільність баріонів                     | {\displaystyle \Omega _{b}h^{2}}   | 0.02258+0.00057 −0.00056       | 0.02260±0.00053                      |
| Щільність темної матерії                       | {\displaystyle \Omega _{c}}        | 0.222±0.026                    | 0.227±0.014                          |
| Фізична щільність темної матерії               | {\displaystyle \Omega _{c}h^{2}}   | 0.1109±0.0056                  | 0.1123±0.0035                        |
| Щільність темної енергії                       | {\displaystyle \Omega _{\Lambda }} | 0.734±0.029                    | 0.728+0.015 −0.016                   |
| Амплітуда флуктуації при 8h−1 Mpc              | {\displaystyle \sigma _{8}}        | 0.801±0.030                    | 0.809±0.024                          |
| Скалярний спектральний індекс                  | {\displaystyle n_{s}}              | 0.963±0.014                    | 0.963±0.012                          |
| Оптична глибина реіонізації                    | {\displaystyle \tau }              | 0.088±0.015                    | 0.087±0.014                          |
| Загальна щільність Всесвіту                    | {\displaystyle \Omega _{tot}}      | 1.080+0.093 −0.071             | 1.0023+0.0056 −0.0054                |
| Тензорно-скалярне відношення, k0 = 0.002 Mpc−1 | r                                  | < 0.36 (95% CL)                | < 0.24 (95% CL)                      |
| Пробіг спектрального індексу, k0 = 0.002 Mpc−1 | {\displaystyle dn_{s}/d\ln k}      | −0.034±0.026                   | −0.022±0.020                         |

### Результати 9 років досліджень

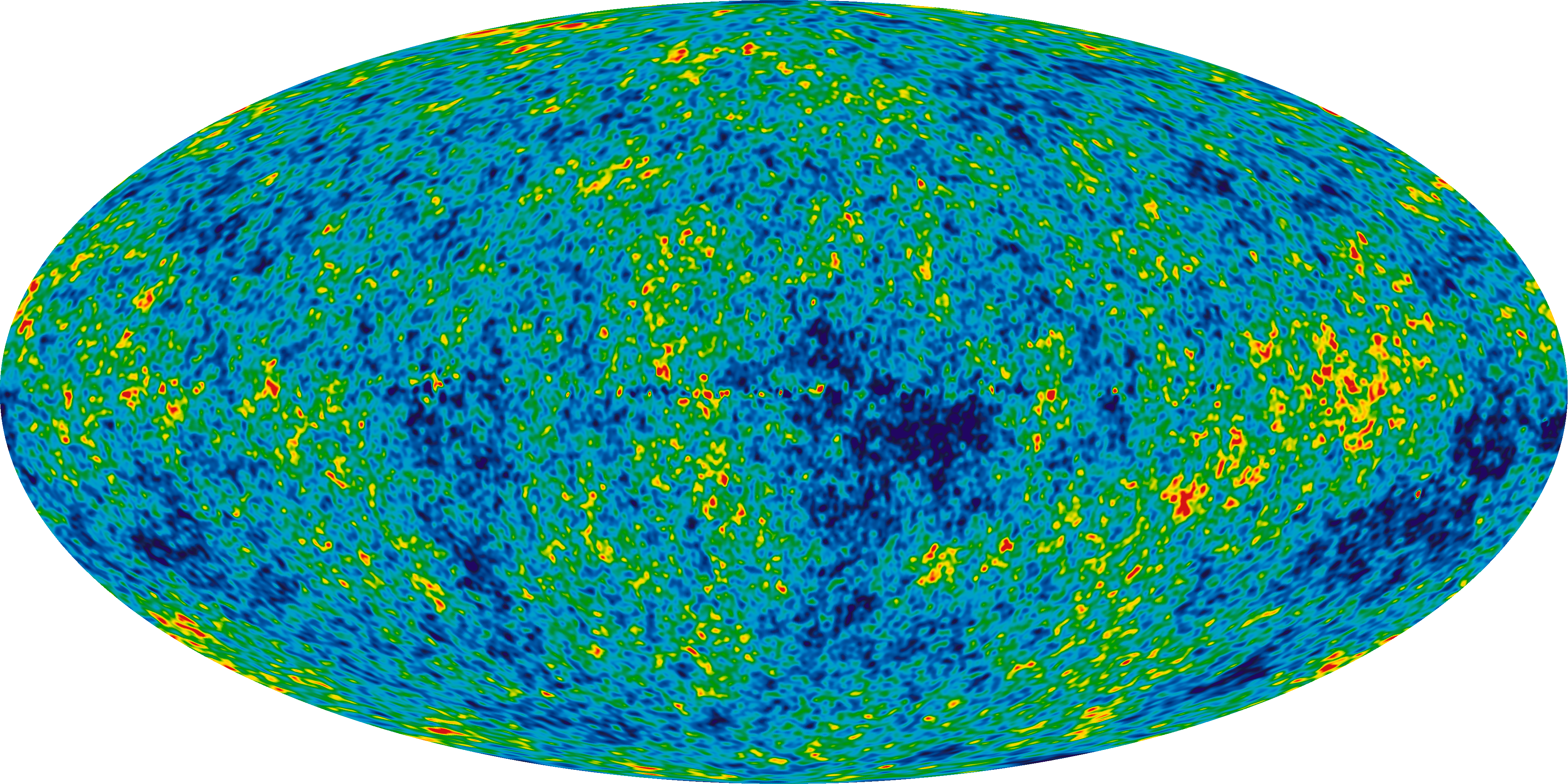
Карта температур реліктового випромінювання отримана впродовж дев'яти років роботи.

29 грудня 2012 року було опубліковано дані і зображення зібрані за 9 років роботи WMAP і відповідні зображення. Зокрема, дослідження за цей період показали, що 95% раннього Всесвіту складається з темної матерії та темної енергії, кривизна простору становить менше 0,4% від «плоскої», а Всесвіт виник із космічних темних віків «приблизно 400 мільйонів років» після Великого вибуху.
| Параметр                                   | Символ                             | Найкращий показник (лише WMAP) | Найкращий показник (WMAP + дані з інших проєктів) |
| ------------------------------------------ | ---------------------------------- | ------------------------------ | ------------------------------------------------- |
| Стала Габбла (км⁄Мпс·сек)                  | {\displaystyle H_{0}}              | 70.0±2.2                       | 69.33±0.88                                        |
| Щільність баріонів                         | {\displaystyle \Omega _{b}h^{2}}   | 0.02264±0.00050                | 0.02266±0.00043                                   |
| Щільність холодної темної матерії          | {\displaystyle \Omega _{c}h^{2}}   | 0.1138±0.0045                  | 0.1157±0.0023                                     |
| Щільність темної енергії                   | {\displaystyle \Omega _{\Lambda }} | 0.721±0.025                    | 0.712±0.010                                       |
| Оптична глибина переіонізації              | {\displaystyle \tau }              | 0.089±0.014                    | 0.088±0.013                                       |
| Скалярний спектральний індекс              | {\displaystyle n_{s}}              | 0.972±0.013                    | 0.971±0.010                                       |
| Зміна спектрального індексу                | {\displaystyle dn_{s}/dlnk}        | −0.037±0.028                   | −0.028±0.020                                      |
| Амплітуда флуктуацій на 8h−1 Мпс           | {\displaystyle \sigma _{8}}        | 0.821±0.023                    | 0.803±0.016                                       |
| Вік Всесвіту ({\displaystyle 10^{9}}років) | {\displaystyle t_{0}}              | 13.74±0.11                     | 13.702±0.069                                      |
| Відношення тензор/скаляр                   | {\displaystyle r}                  | < 0.43                         | < 0.22                                            |

## Загальні висновки
Основний результат місії міститься в різних овальних картах різниці температур реліктового випромінювання. Ці овальні зображення представляють розподіл температури, отриманий командою WMAP зі спостережень телескопа під час місії. Виміряно температуру, отриману з інтерпретації мікрохвильового фону за законом Планка. Овальна карта покриває все небо. Результати є знімком Всесвіту приблизно через 375 000 років після Великого вибуху, який стався близько 13,8 мільярдів років тому. Тло випромінювання дуже однорідне за температурою (відносні відхилення від середнього значення, яке на сьогодні все ще становить 2,7 кельвінів, лише порядку 5×10-5). Температурні варіації, що відповідають локальним напрямкам, представлені різними кольорами ("червоні" напрямки гарячіші, "сині" - холодніші за середнє значення).

## Подальші місії та майбутні вимірювання
Космічний телескоп «Планк» також вимірював CMB з 2009 по 2013 рік і мав на меті уточнити вимірювання, зроблені WMAP, як щодо загальної інтенсивності, так і щодо поляризації. Це європейський космічний апарат, що мав вищу роздільну здатність і вищу чутливість, ніж WMAP, і проводив спостереження в 9 частотних діапазонах, (WMAP у 5) дозволяючи вдосконалити астрофізичні моделі переднього плану.
21 березня 2013 року дослідницька група під керівництвом Європи, що працює з космічним телескопом «Планк», опублікувала карту космічного мікрохвильового фону всього неба. Карта показує, що Всесвіт трохи старший, ніж вважалося раніше. Згідно з картою, незначні коливання температури були відображені в глибинах неба, коли космосу було приблизно 370 000 років. Зображення відображає хвилі, що виникли ще на початку існування Всесвіту, наскільки рано як у перший нонильйон (10³⁰) секунди. Очевидно, ці брижі породили нинішню величезну космічну мережу скупчень галактик і темної матерії. Згідно з даними 2013 року, Всесвіт містить 4,9% звичайної матерії, 26,8% темної матерії та 68,3% темної енергії. 5 лютого 2015 року місія «Планк» опублікувала нові дані, згідно з якими вік Всесвіту становить 13,799 ± 0,021 мільярда років, а стала Габбла — 67,74 ± 0,46 (км/с)/Мпк.
Різноманітні наземні та аеростатні інструменти також зробили свій внесок у вимірювання CMB, і продовжують працювати і надалі. Багато з них спрямовані на вимірювання реліктового випромінювання та пошук поляризації типу B, очікуваної від найпростіших моделей інфляції. Зокрема це експерименти E та B (EBEX), Spider, BICEP та масив Кека (BICEP2), QUIET, Cosmology Large Angular Scale Surveyor (CLASS), Південний полярний телескоп (SPTpol), Космологічний телескоп Атаками (ATC).

## Відгуки і нагороди
|                                            | Остання інформація від WMAP позначає кінець початку нашого завдання зрозуміти Всесвіт. WMAP приніс точність в космологію і безповоротно змінив Всесвіт. |
| — Нобелівський лауреат 2011 року Адам Рісс | |

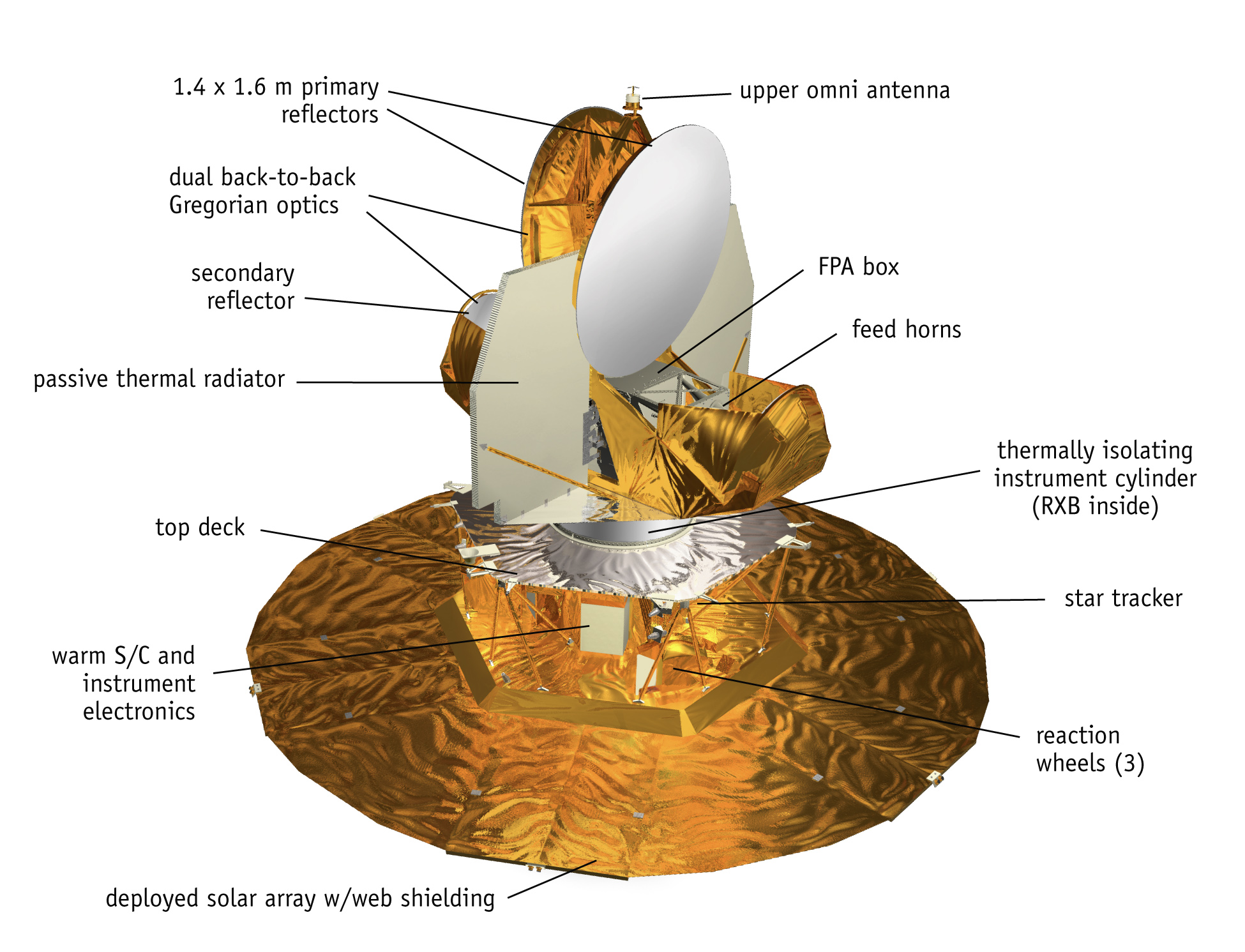
Апарат WMAP

Стівен Гокінг називає отримані WMAP докази інфляції найзахопливішим науковим проривом за час його кар'єри.
Команда WMAP отримала Премію Грубера з космології 2012-го року за «витончені вимірювання анізотропії космічного мікрохвильового випромінювання. Ці вимірювання допомогли накласти строгі обмеження на походження, вміст, вік і геометрію Всесвіту, перетворивши нашу парадигму формування структури з привабливого сценарію в точну науку.»
Команду WMAP оголошено переможцем Премії з фундаментальної фізики за 2018 рік.